# Lennart Andersson (skulptör)
Bernt Lennart Andersson, född 1 januari 1945, är en svensk skulptör och formgivare.
Lennart Andersson utbildade sig i botanik och geologi med filosofie kandidatexamen 1970. Han har också studerat formlära och landskapsarkitektur 1971-72.
Han har sin ateljé i Kyrkhamn i Hässelby i Stockholm, och ingår tillsammans med Michael Fare, Christer Sundström, Kerstin Hedman, Fredrik Landergren, Ilkka Pärni och Karl-Axel Larsson i Kyrkhamnsgruppen.

## Offentliga verk i urval
- Järfälla bygd och natur, brons, 1993, Vasaplatsen i Järfälla kommun
- Pan, järn, 1995, Fatbursparken på Södermalm i Stockholm
- Solur, brons, 1997, äldreboendet Solgården, Indal
- Vindflöjel, trä,1997, äldreboendet  Solgården, Indal
- Fågelbad, gjutjärn, 1997, äldreboendet Solgården, Indal
- Tre skålar i gjutjärn, 1998, gågata i Svedala
- Kadabra, två portaler och fyra små lusthus, hugget och bemålat trä, 2000, Runstensskolan i Haninge kommun
- Fågel, fisk eller mittemellan, lekskulptur i cementmosaik och brons, 2005, Hässelby torg i Stockholm (tillsammans med Christer Sundström). Denna togs bort i samband med upprustningen av torget.[1]
- Cirkolo doppio, ek, Järnvägsparken i Haninge
- Totemara, polykrom, Stadsparken i Borlänge
- Totempåle, trä, skogsdungen norr om Smedshagsskolan i Hässelby villastad i Stockholm
- blå orm,  Hässelby gårds centrum i Stockholm